# Rhinogobio ventralis
Rhinogobio ventralis és una espècie de peix cipriniforme de la família dels ciprínids.

## Morfologia
- Els mascles poden assolir 19,5 cm de longitud total.[4][5]

## Hàbitat
És un peix d'aigua dolça i de clima subtropical.

## Distribució geogràfica
Es troba a Àsia: riu Changjiang (la Xina).